# USL League One 2024
Esta temporada 2024 de la USL League One fue la sexta temporada de la USL League One, que corresponde al tercer nivel del sistema de ligas de fútbol de los Estados Unidos. Doce equipos participaron en la temporada 2024. Cada equipo jugó contra diez equipos tres veces y dos veces contra el equipo restante, lo que dio un total de 32 partidos. 
La temporada regular comenzó el 9 de marzo de 2024. Los ocho mejores equipos se clasificaron para los playoffs. 
Union Omaha es el actual campeón. Debutó en esta competencia Spokane Velocity, quien ingresó como equipo de expansión, y terminó subcampeón.
La temporada 2024 también incluyó un nuevo torneo dentro de la temporada con una fase de grupos y una ronda eliminatoria que se jugó entre abril y agosto de 2024.

## Equipos participantes
| Club                           | Ciudad                     | Estadio                                         | Capacidad | Entrenador       |
| ------------------------------ | -------------------------- | ----------------------------------------------- | --------- | ---------------- |
| Central Valley Fuego FC        | Fresno, California         | Fresno State Soccer Stadium                     | 1.000     | Jermaine Jones   |
| Charlotte Independence         | Charlotte, North Carolina  | American Legion Memorial Stadium                | 10.500    | Mike Jeffries    |
| Chattanooga Red Wolves SC      | Chattanooga, Tennessee     | CHI Memorial Stadium                            | 5.000     | Scott Mackenzie  |
| Forward Madison FC             | Madison, Wisconsin         | Breese Stevens Field                            | 5.000     | Matt Glaeser     |
| Greenville Triumph SC          | Greenville, South Carolina | Paladin Stadium                                 | 16.000    | Rick Wright      |
| One Knoxville SC               | Knoxville, Tennessee       | Regal Stadium                                   | 3.000     | Mark McKeever    |
| Lexington SC                   | Lexington, Kentucky        | Toyota Stadium                                  | 5.000     | Darren Powell    |
| Northern Colorado Hailstorm FC | Windsor, Colorado          | TicketSmarter Stadium at Future Legends Complex | 6.000     | Éamon Zayed      |
| Richmond Kickers               | Richmond, Virginia         | City Stadium                                    | 22.611    | Darren Sawatzky  |
| South Georgia Tormenta FC      | Statesboro, Georgia        | Tormenta Stadium                                | 5.300     | Ian Cameron      |
| Spokane Velocity               | Spokane, Washington        | ONE Spokane Stadium                             | 5.100     | Leigh Veidman    |
| Union Omaha                    | Papillion, Nebraska        | Werner Park                                     | 9.023     | Dominic Casciato |

## Tabla de clasificación
| Pos. | Equipo                         | Pts. | PJ | G  | E | P  | GF | GC | Dif. | Clasificación 2024           |
| ---- | ------------------------------ | ---- | -- | -- | - | -- | -- | -- | ---- | ---------------------------- |
| 1    | Union Omaha                    | 48   | 22 | 15 | 3 | 4  | 47 | 24 | +23  | Clasifica a cuartos de final |
| 2    | Northern Colorado Hailstorm FC | 41   | 22 | 12 | 5 | 5  | 34 | 18 | +16  | Clasifica a cuartos de final |
| 3    | Forward Madison FC             | 39   | 22 | 10 | 9 | 3  | 35 | 18 | +17  | Clasifica a cuartos de final |
| 4    | Greenville Triumph SC          | 37   | 22 | 11 | 4 | 7  | 39 | 28 | +11  | Clasifica a cuartos de final |
| 5    | One Knoxville SC               | 35   | 22 | 9  | 8 | 5  | 23 | 16 | +7   | Clasifica a cuartos de final |
| 6    | Charlotte Independence         | 34   | 22 | 9  | 7 | 6  | 37 | 31 | +6   | Clasifica a cuartos de final |
| 7    | Spokane Velocity FC            | 27   | 22 | 7  | 6 | 9  | 26 | 35 | −9   | Clasifica a cuartos de final |
| 8    | Richmond Kickers               | 24   | 22 | 6  | 6 | 10 | 25 | 34 | −9   | Clasifica a cuartos de final |
| 9    | Lexington SC                   | 21   | 22 | 5  | 6 | 11 | 33 | 42 | −9   |                              |
| 10   | Tormenta FC                    | 20   | 22 | 4  | 8 | 10 | 33 | 42 | −9   |                              |
| 11   | Chattanooga Red Wolves         | 18   | 22 | 5  | 3 | 14 | 28 | 48 | −20  |                              |
| 12   | Central Valley Fuego FC        | 18   | 22 | 5  | 3 | 14 | 27 | 51 | −24  |                              |

 Fuente: USL League One

## Resultados
| Greenville Triumph SC     | 3:1 | Spokane Velocity FC            | Paladin Stadium                                 | 9 de marzo | 19:00 |
| Lexington SC              | 0:0 | Northern Colorado Hailstorm FC | Toyota Stadium                                  | 9 de marzo | 19:00 |
| South Georgia Tormenta FC | 1:2 | Central Valley Fuego FC        | Optim Sports Medicine Field at Tormenta Stadium | 9 de marzo | 19:30 |

| Lexington SC              | 1:0 | Chattanooga Red Wolves SC | Toyota Stadium                                  | 15 de marzo | 18:00 |
| Spokane Velocity FC       | 2:1 | Richmond Kickers          | ONE Spokane Stadium                             | 16 de marzo | 16:00 |
| Charlotte Independence    | 1:2 | One Knoxville SC          | American Legion Memorial Stadium                | 16 de marzo | 18:00 |
| South Georgia Tormenta FC | 1:1 | Forward Madison FC        | Optim Sports Medicine Field at Tormenta Stadium | 16 de marzo | 18:30 |
| Central Valley Fuego FC   | 1:2 | Union Omaha               | Fresno State Soccer Stadium                     | 16 de marzo | 21:00 |

| Richmond Kickers      | 1:3 | South Georgia Tormenta FC      | City Stadium        | 23 de marzo | 19:00 |
| One Knoxville SC      | 2:0 | Lexington SC                   | Regal Stadium       | 23 de marzo | 19:30 |
| Greenville Triumph SC | 0:0 | Forward Madison FC             | Paladin Stadium     | 23 de marzo | 20:00 |
| Spokane Velocity FC   | 1:0 | Northern Colorado Hailstorm FC | ONE Spokane Stadium | 23 de marzo | 22:00 |

| Charlotte Independence    | 2:1        | Spokane Velocity FC       | American Legion Memorial Stadium | 28 de marzo | 20:30 |
| Lexington SC              | 2:3        | Greenville Triumph SC     | Toyota Stadium                   | 29 de marzo | 20:00 |
| Central Valley Fuego FC   | 0:3        | Forward Madison FC        | Fresno State Soccer Stadium      | 29 de marzo | 23:00 |
| One Knoxville SC          | 1:0        | South Georgia Tormenta FC | Regal Stadium                    | 30 de marzo | 17:00 |
| Chattanooga Red Wolves SC | suspendido | Union Omaha               | CHI Memorial Stadium             | 30 de marzo | 20:30 |

| Richmond Kickers          | 3:2 | Central Valley Fuego FC        | City Stadium                                    | 6 de abril | 19:00 |
| Greenville Triumph SC     | 3:1 | Northern Colorado Hailstorm FC | Paladin Stadium                                 | 6 de abril | 20:00 |
| South Georgia Tormenta FC | 3:0 | Lexington SC                   | Optim Sports Medicine Field at Tormenta Stadium | 6 de abril | 20:30 |

| One Knoxville SC        | 0:1 | Union Omaha               | Regal Stadium                    | 12 de abril | 18:30 |
| Charlotte Independence  | 1:0 | Greenville Triumph SC     | American Legion Memorial Stadium | 12 de abril | 19:30 |
| Forward Madison FC      | 2:2 | Richmond Kickers          | Breese Stevens Field             | 13 de abril | 19:00 |
| Central Valley Fuego FC | 2:4 | Chattanooga Red Wolves SC | Fresno State Soccer Stadium      | 13 de abril | 22:30 |
| Lexington SC            | 2:2 | Spokane Velocity FC       | Toyota Stadium                   | 14 de abril | 16:00 |

| Union Omaha               | 0:0 | Charlotte Independence         | Werner Park          | 20 de abril | 15:00 |
| Richmond Kickers          | 0:2 | Spokane Velocity FC            | City Stadium         | 20 de abril | 18:00 |
| Chattanooga Red Wolves SC | 1:1 | Northern Colorado Hailstorm FC | CHI Memorial Stadium | 20 de abril | 19:30 |
| South Georgia Tormenta FC | 0:3 | Greenville Triumph SC          | Tormenta Stadium     | 21 de abril | 19:30 |

| Richmond Kickers        | 1:1        | One Knoxville SC          | City Stadium                | 3 de mayo | 19:00 |
| Central Valley Fuego FC | 1:3        | Charlotte Independence    | Fresno State Soccer Stadium | 3 de mayo | 22:30 |
| Forward Madison FC      | 3:2        | Greenville Triumph SC     | Breese Stevens Field        | 4 de mayo | 19:00 |
| Union Omaha             | 4:2        | South Georgia Tormenta FC | Werner Park                 | 4 de mayo | 20:00 |
| One Knoxville SC        | suspendido | Forward Madison FC        | Regal Stadium               | 8 de mayo | 18:30 |

| Charlotte Independence    | 1:4 | Union Omaha               | American Legion Memorial Stadium | 17 de mayo | 19:30 |
| Central Valley Fuego FC   | 0:2 | One Knoxville SC          | Fresno State Soccer Stadium      | 17 de mayo | 22:30 |
| Richmond Kickers          | 0:1 | Greenville Triumph SC     | City Stadium                     | 18 de mayo | 19:00 |
| South Georgia Tormenta FC | 4:0 | Chattanooga Red Wolves SC | Tormenta Stadium                 | 18 de mayo | 19:30 |
| Spokane Velocity FC       | 0:3 | Forward Madison FC        | ONE Spokane Stadium              | 19 de mayo | 18:00 |

| Forward Madison FC     | 4:1 | Lexington SC                   | Breese Stevens Field             | 1 de junio | 18:00 |
| Charlotte Independence | 1:1 | South Georgia Tormenta FC      | American Legion Memorial Stadium |            | 19:00 |
| One Knoxville SC       | 1:2 | Richmond Kickers               | Regal Stadium                    |            | 19:00 |
| Union Omaha            | 1:2 | Northern Colorado Hailstorm FC | Werner Park                      |            | 20:00 |
| Greenville Triumph SC  | 1:3 | Chattanooga Red Wolves SC      | Paladin Stadium                  | 2 de junio | 16:00 |

| Chattanooga Red Wolves SC | 2:5 | Union Omaha               | CHI Memorial Stadium             | 5 de junio  | 19:30 |
| Charlotte Independence    | 4:2 | Chattanooga Red Wolves SC | American Legion Memorial Stadium | 14 de junio | 19:30 |
| Forward Madison FC        | 0:0 | South Georgia Tormenta FC | Breese Stevens Field             | 15 de junio | 15:00 |
| Central Valley Fuego FC   | 1:1 | Richmond Kickers          | Fresno State Soccer Stadium      | 15 de junio | 22:30 |

| Northern Colorado Hailstorm FC | 2:1 | One Knoxville SC               | TicketSmarter Stadium at Future Legends Complex | 17 de junio | 21:00 |
| Greenville Triumph SC          | 2:0 | Charlotte Independence         | Paladin Stadium                                 | 19 de junio | 19:00 |
| Forward Madison FC             | 2:0 | Union Omaha                    | Breese Stevens Field                            | 20 de junio | 20:00 |
| One Knoxville SC               | 0:2 | Greenville Triumph SC          | Regal Stadium                                   | 22 de junio | 19:00 |
| Richmond Kickers               | 0:2 | Northern Colorado Hailstorm FC | City Stadium                                    | 22 de junio | 19:00 |
| Chattanooga Red Wolves SC      | 3:2 | South Georgia Tormenta FC      | CHI Memorial Stadium                            | 22 de junio | 19:30 |
| Spokane Velocity FC            | 1:1 | Lexington SC                   | ONE Spokane Stadium                             | 23 de junio | 21:00 |

| Richmond Kickers               | 2:1 | Forward Madison FC        | City Stadium                                    | 3 de julio | 20:00 |
| Northern Colorado Hailstorm FC | 2:2 | Central Valley Fuego FC   | TicketSmarter Stadium at Future Legends Complex | 3 de julio | 21:00 |
| South Georgia Tormenta FC      | 0:1 | One Knoxville SC          | Tormenta Stadium                                | 5 de julio | 19:30 |
| Lexington SC                   | 2:4 | Union Omaha               | Toyota Stadium                                  | 6 de julio | 19:00 |
| Northern Colorado Hailstorm FC | 0:1 | Charlotte Independence    | TicketSmarter Stadium at Future Legends Complex | 6 de julio | 21:00 |
| Spokane Velocity FC            | 2:1 | Chattanooga Red Wolves SC | ONE Spokane Stadium                             | 6 de julio | 21:00 |

| Greenville Triumph SC     | 0:1 | Union Omaha                    | Paladin Stadium      | 13 de julio | 19:00 |
| Lexington SC              | 1:2 | South Georgia Tormenta FC      | Toyota Stadium       | 13 de julio | 19:00 |
| One Knoxville SC          | 1:0 | Northern Colorado Hailstorm FC | Regal Stadium        | 13 de julio | 19:00 |
| Chattanooga Red Wolves SC | 3:1 | Richmond Kickers               | CHI Memorial Stadium | 13 de julio | 19:30 |
| Chattanooga Red Wolves SC | 0:2 | Charlotte Independence         | CHI Memorial Stadium | 16 de julio | 19:30 |

| Forward Madison FC      | 2:1 | Central Valley Fuego FC        | Breese Stevens Field        | 24 de julio | 20:00 |
| Greenville Triumph SC   | 0:0 | One Knoxville SC               | Paladin Stadium             | 27 de julio | 19:00 |
| Lexington SC            | 2:1 | Richmond Kickers               | Toyota Stadium              | 27 de julio | 19:00 |
| Forward Madison FC      | 0:1 | Northern Colorado Hailstorm FC | Breese Stevens Field        | 27 de julio | 20:00 |
| Union Omaha             | 0:1 | Chattanooga Red Wolves SC      | Werner Park                 | 27 de julio | 20:00 |
| Spokane Velocity FC     | 2:4 | Charlotte Independence         | ONE Spokane Stadium         | 27 de julio | 22:00 |
| Central Valley Fuego FC | 3:2 | South Georgia Tormenta FC      | Fresno State Soccer Stadium | 27 de julio | 23:00 |

| Charlotte Independence         | 3:3 | Lexington SC            | American Legion Memorial Stadium                | 3 de agosto | 19:00 |
| Chattanooga Red Wolves SC      | 1:2 | Central Valley Fuego FC | CHI Memorial Stadium                            | 3 de agosto | 19:30 |
| Union Omaha                    | 2:2 | Forward Madison FC      | Werner Park                                     | 3 de agosto | 20:00 |
| Northern Colorado Hailstorm FC | 3:1 | Richmond Kickers        | TicketSmarter Stadium at Future Legends Complex | 3 de agosto | 21:00 |
| South Georgia Tormenta FC      | 3:3 | Spokane Velocity FC     | Tormenta Stadium                                | 4 de agosto | 11:00 |

| Chattanooga Red Wolves SC | 0:1 | Spokane Velocity FC    | CHI Memorial Stadium | 7 de agosto  | 19:30 |
| Forward Madison FC        | 0:0 | Charlotte Independence | Breese Stevens Field | 14 de agosto | 20:00 |

| Greenville Triumph SC     | 1:1 | Richmond Kickers               | Paladin Stadium             | 16 de agosto | 19:00 |
| One Knoxville SC          | 4:1 | Chattanooga Red Wolves SC      | Regal Stadium               | 16 de agosto | 19:00 |
| Central Valley Fuego FC   | 1:3 | Lexington SC                   | Fresno State Soccer Stadium | 16 de agosto | 23:00 |
| South Georgia Tormenta FC | 1:1 | Northern Colorado Hailstorm FC | Tormenta Stadium            | 17 de agosto | 19:30 |

| One Knoxville SC               | 1:1 | Spokane Velocity FC     | Regal Stadium                                   | 23 de agosto | 19:00 |
| Charlotte Independence         | 4:0 | Central Valley Fuego FC | American Legion Memorial Stadium                | 24 de agosto | 16:00 |
| Lexington SC                   | 0:0 | Forward Madison FC      | Toyota Stadium                                  | 24 de agosto | 19:00 |
| Union Omaha                    | 3:0 | Richmond Kickers        | Werner Park                                     | 24 de agosto | 20:00 |
| Northern Colorado Hailstorm FC | 3:0 | Greenville Triumph SC   | TicketSmarter Stadium at Future Legends Complex | 25 de agosto | 18:00 |

| Spokane Velocity FC            | 2:1 | Union Omaha             | ONE Spokane Stadium                             | 4 de septiembre | 21:00 |
| One Knoxville SC               | 1:1 | Charlotte Independence  | Regal Stadium                                   | 7 de septiembre | 16:30 |
| Chattanooga Red Wolves SC      | 1:3 | Forward Madison FC      | CHI Memorial Stadium                            | 7 de septiembre | 19:30 |
| Union Omaha                    | 3:1 | Greenville Triumph SC   | Werner Park                                     | 7 de septiembre | 21:00 |
| Northern Colorado Hailstorm FC | 5:1 | Lexington SC            | TicketSmarter Stadium at Future Legends Complex | 7 de septiembre | 22:00 |
| Spokane Velocity FC            | 3:2 | Central Valley Fuego FC | ONE Spokane Stadium                             | 7 de septiembre | 22:00 |

| Lexington SC                   | 0:1 | One Knoxville SC          | Toyota Stadium                                  | 13 de septiembre | 20:00 |
| Charlotte Independence         | 0:1 | Richmond Kickers          | American Legion Memorial Stadium                | 14 de septiembre | 20:00 |
| Chattanooga Red Wolves SC      | 2:5 | Greenville Triumph SC     | CHI Memorial Stadium                            | 14 de septiembre | 20:30 |
| Northern Colorado Hailstorm FC | 2:3 | Union Omaha               | TicketSmarter Stadium at Future Legends Complex | 14 de septiembre | 22:00 |
| Spokane Velocity FC            | 0:0 | South Georgia Tormenta FC | ONE Spokane Stadium                             | 14 de septiembre | 22:00 |

| Lexington SC                   | 7:1 | Central Valley Fuego FC   | Toyota Stadium                                  | 18 de septiembre | 20:00 |
| Forward Madison FC             | 2:0 | Spokane Velocity FC       | Breese Stevens Field                            | 21 de septiembre | 19:00 |
| Richmond Kickers               | 3:0 | Lexington SC              | City Stadium                                    | 21 de septiembre | 19:00 |
| Greenville Triumph SC          | 2:2 | Central Valley Fuego FC   | Paladin Stadium                                 | 21 de septiembre | 20:00 |
| South Georgia Tormenta FC      | 3:3 | Charlotte Independence    | Tormenta Stadium                                | 21 de septiembre | 20:30 |
| Union Omaha                    | 1:0 | One Knoxville SC          | Werner Park                                     | 21 de septiembre | 21:00 |
| Northern Colorado Hailstorm FC | 0:0 | Chattanooga Red Wolves SC | TicketSmarter Stadium at Future Legends Complex | 21 de septiembre | 22:00 |

| One Knoxville SC               | 1:1 | Forward Madison FC             | Regal Stadium                                   | 1 de octubre | 19:30 |
| Union Omaha                    | 4:0 | Spokane Velocity FC            | Werner Park                                     | 2 de octubre | 14:00 |
| Central Valley Fuego FC        | 0:1 | Northern Colorado Hailstorm FC | Fresno State Soccer Stadium                     | 2 de octubre | 23:00 |
| Charlotte Independence         | 2:4 | Forward Madison FC             | American Legion Memorial Stadium                | 4 de octubre | 20:30 |
| Greenville Triumph SC          | 2:1 | Lexington SC                   | Paladin Stadium                                 | 5 de octubre | 15:00 |
| Richmond Kickers               | 0:0 | Union Omaha                    | City Stadium                                    | 5 de octubre | 19:00 |
| Chattanooga Red Wolves SC      | 1:1 | One Knoxville SC               | CHI Memorial Stadium                            | 5 de octubre | 20:30 |
| Northern Colorado Hailstorm FC | 4:0 | South Georgia Tormenta FC      | TicketSmarter Stadium at Future Legends Complex | 5 de octubre | 22:00 |

| Central Valley Fuego FC   | 1:0 | Spokane Velocity FC            | Fresno State Soccer Stadium      | 9 de octubre  |  |
| South Georgia Tormenta FC | 2:2 | Richmond Kickers               | Tormenta Stadium                 | 11 de octubre |  |
| Union Omaha               | 2:1 | Lexington SC                   | Werner Park                      | 12 de octubre |  |
| Charlotte Independence    | 1:2 | Northern Colorado Hailstorm FC | American Legion Memorial Stadium | 12 de octubre |  |
| Forward Madison FC        | 2:1 | Chattanooga Red Wolves SC      | Breese Stevens Field             | 12 de octubre |  |
| Spokane Velocity FC       | 2:3 | Greenville Triumph SC          | ONE Spokane Stadium              | 12 de octubre |  |

| One Knoxville SC               | 2:1 | Central Valley Fuego FC   | Regal Stadium                                   | 15 de octubre |       |
| Richmond Kickers               | 2:1 | Chattanooga Red Wolves SC | City Stadium                                    | 19 de octubre | 19:00 |
| Forward Madison FC             | 0:0 | One Knoxville SC          | Breese Stevens Field                            | 19 de octubre | 20:00 |
| Lexington SC                   | 2:2 | Charlotte Independence    | Toyota Stadium                                  | 19 de octubre | 20:00 |
| South Georgia Tormenta FC      | 2:3 | Union Omaha               | Tormenta Stadium                                | 19 de octubre | 20:30 |
| Northern Colorado Hailstorm FC | 1:0 | Spokane Velocity FC       | TicketSmarter Stadium at Future Legends Complex | 19 de octubre | 22:00 |
| Central Valley Fuego FC        | 1:0 | Greenville Triumph SC     | Fresno State Soccer Stadium                     | 20 de octubre | 20:00 |

| Union Omaha                    | 3:1 | Central Valley Fuego FC   | Werner Park                                     | 26 de octubre | 18:00 |
| Richmond Kickers               | 0:1 | Charlotte Independence    | City Stadium                                    | 26 de octubre | 19:00 |
| Greenville Triumph SC          | 5:1 | South Georgia Tormenta FC | Paladin Stadium                                 | 26 de octubre | 20:00 |
| Chattanooga Red Wolves SC      | 0:3 | Lexington SC              | CHI Memorial Stadium                            | 26 de octubre | 20:30 |
| Northern Colorado Hailstorm FC | 1:0 | Forward Madison FC        | TicketSmarter Stadium at Future Legends Complex | 26 de octubre | 21:00 |
| Spokane Velocity FC            | 0:0 | One Knoxville SC          | ONE Spokane Stadium                             | 26 de octubre | 21:00 |

## Play-offs
Los Playoffs de la USL League One 2024 (conocidos como Playoffs de la USL League One 2024 presentados por TERMINIX por razones de patrocinio) serán el campeonato de postemporada de la temporada de la USL League One.
|  | Cuartos de final               | Cuartos de final |                       |                 | Semifinales | Semifinales |  |             | Final | Final |  |
|  |                                |                  |                       |                 |             |             |  |             |       |       |  |
|  |                                |                  |                       |                 |             |             |  |             |       |       |  |
|  | Union Omaha                    | 1                |                       |                 |             |             |  |             |       |       |  |
|  | Union Omaha                    | 1                |                       |                 |             |             |  |             |       |       |  |
|  | Richmond Kickers               | 0                |                       |                 |             |             |  |             |       |       |  |
|  | Richmond Kickers               | 0                |                       | Union Omaha     | 2           |             |  |             |       |       |  |
|  |                                |                  |                       | Union Omaha     | 2           |             |  |             |       |       |  |
|  |                                |                  | Greenville Triumph SC | 1               |             |             |  |             |       |       |  |
|  | Greenville Triumph SC          | 2                | Greenville Triumph SC | 1               |             |             |  |             |       |       |  |
|  | Greenville Triumph SC          | 2                |                       |                 |             |             |  |             |       |       |  |
|  | One Knoxville SC               | 1                |                       |                 |             |             |  |             |       |       |  |
|  | One Knoxville SC               | 1                |                       |                 |             |             |  | Union Omaha | 3     |       |  |
|  |                                |                  |                       |                 |             |             |  | Union Omaha | 3     |       |  |
|  |                                |                  | Spokane Velocity FC   | 0               |             |             |  |             |       |       |  |
|  | Forward Madison FC             | 2                | Spokane Velocity FC   | 0               |             |             |  |             |       |       |  |
|  | Forward Madison FC             | 2                |                       |                 |             |             |  |             |       |       |  |
|  | Charlotte Independence         | 0                |                       |                 |             |             |  |             |       |       |  |
|  | Charlotte Independence         | 0                |                       | Forward Madison | 0 (4)       |             |  |             |       |       |  |
|  |                                |                  |                       | Forward Madison | 0 (4)       |             |  |             |       |       |  |
|  |                                |                  | Spokane Velocity FC   | 0 (5)           |             |             |  |             |       |       |  |
|  | Northern Colorado Hailstorm FC | 0                | Spokane Velocity FC   | 0 (5)           |             |             |  |             |       |       |  |
|  | Northern Colorado Hailstorm FC | 0                |                       |                 |             |             |  |             |       |       |  |
|  | Spokane Velocity FC            | 3                |                       |                 |             |             |  |             |       |       |  |
|  | Spokane Velocity FC            | 3                |                       |                 |             |             |  |             |       |       |  |
|  |                                |                  |                       |                 |             |             |  |             |       |       |  |

### Cuartos de final
| 2 de noviembre de 2024 | Greenville Triumph SC            | 2:1     | One Knoxville SC     | Paladin Stadium, Greenville, Carolina del Sur            |                                                          |
| 14:00 EST              | - Lee 19' - MacKinnon 80' (pen.) | Reporte | - Tekiela 59' (pen.) | Asistencia: 1.637 espectadores Árbitro(s): Thomas Snyder | Asistencia: 1.637 espectadores Árbitro(s): Thomas Snyder |

| 2 de noviembre de 2024 | Northern Colorado Hailstorm FC | 0:3     | Spokane Velocity FC                 | Future Legends Complex, Windsor, Colorado                |                                                          |
| 19:00 TDM              |                                | Reporte | - Gil 53' - Peláez 64' - Denton 68' | Asistencia: 1.601 espectadores Árbitro(s): Gerald Flores | Asistencia: 1.601 espectadores Árbitro(s): Gerald Flores |

| 2 de noviembre de 2024 | Forward Madison FC                 | 2:0     | Charlotte Independence | Breese Stevens Field, Madison, Wisconsin                 |                                                          |
| 18:00 CDT              | - Gebhard 38' - Boyce 90+2' (pen.) | Reporte |                        | Asistencia: 3.953 espectadores Árbitro(s): Calin Radosav | Asistencia: 3.953 espectadores Árbitro(s): Calin Radosav |

| 3 de noviembre de 2024 | Union Omaha | 1:0     | Richmond Kickers | Werner Park, Papillion, Nebraska                         |                                                          |
| 14:30 CDT              | - Kunga 51' | Reporte |                  | Asistencia: 2.245 espectadores Árbitro(s): Jeremy Scheer | Asistencia: 2.245 espectadores Árbitro(s): Jeremy Scheer |

### Semifinales
| 9 de noviembre de 2024 | Union Omaha             | 2:1     | Greenville Triumph SC | Werner Park, Papillion, Nebraska                            |                                                             |
| 16:00 CDT              | - Gómez 42' - Lewis 58' | Reporte | - Lee 8'              | Asistencia: 3.053 espectadores Árbitro(s): Matthew Corrigan | Asistencia: 3.053 espectadores Árbitro(s): Matthew Corrigan |

| 9 de noviembre de 2024 | Forward Madison FC                                 | 0:0 (4:5 p.)               | Spokane Velocity                                  | Breese Stevens Field, Madison, Wisconsin                 |                                                          |
| 18:00 CDT              |                                                    | Reporte                    |                                                   | Asistencia: 4.495 espectadores Árbitro(s): Thomas Snyder | Asistencia: 4.495 espectadores Árbitro(s): Thomas Snyder |
|                        |                                                    | Tiros desde el punto penal |                                                   |                                                          |                                                          |
|                        | - Boyce - McLaughlin - Dieye - Villalobos - Chaney |                            | - Dolling - Peláez - González - Lewis - Fernández |                                                          |                                                          |

### Final
| 17 de noviembre de 2024 | Union Omaha                                | 3:0     | Spokane Velocity | Werner Park, Papillion, Nebraska                           |                                                            |
| 14:00 CDT               | - Schneider 3' - Dolabella 19' - Kunga 71' | Reporte |                  | Asistencia: 5.849 espectadores Árbitro(s): Adam Kilpatrick | Asistencia: 5.849 espectadores Árbitro(s): Adam Kilpatrick |